# 5104 Skripnichenko
5104 Skripnichenko (1986 RU5) là một tiểu hành tinh vành đai chính được phát hiện ngày 7 tháng 9 năm 1986 bởi L. I. Chernykh ở Nauchnyj.